# Offshore (motonautica)

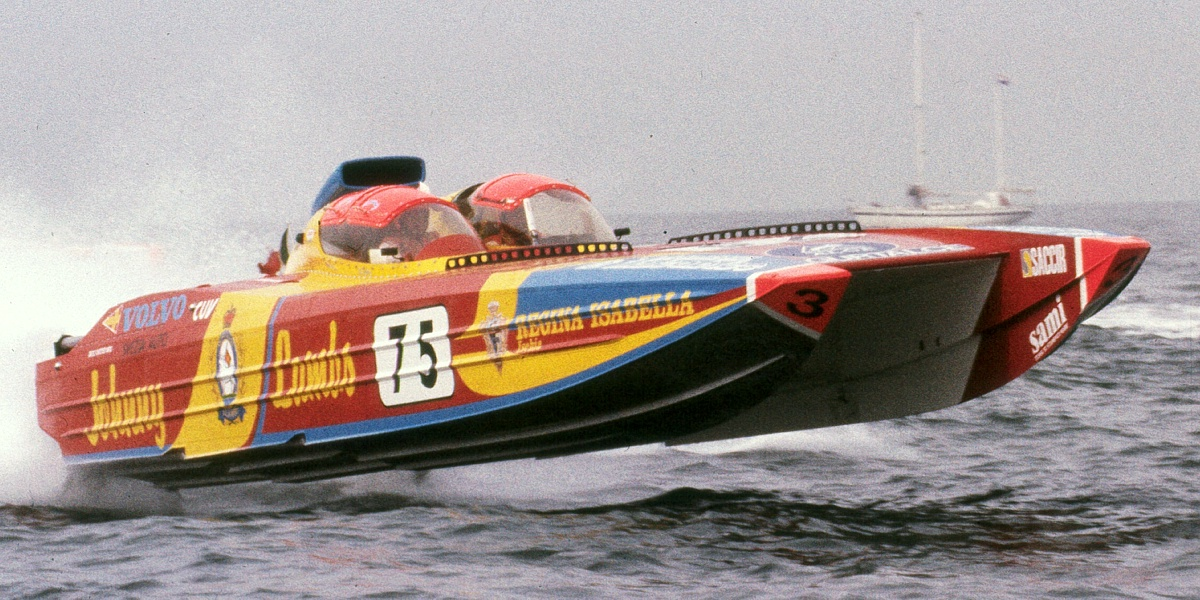
Un'imbarcazione offshore di classe 1

L'offshore (o anche off-shore), nello sport motoristico d'acqua della motonautica, è quel tipo di imbarcazione caratterizzata da grandi velocità, le cui competizioni, a differenza ad esempio di quanto avviene nella formula 1 sempre di motonautica, si svolgono esclusivamente in altura.

## Competizioni

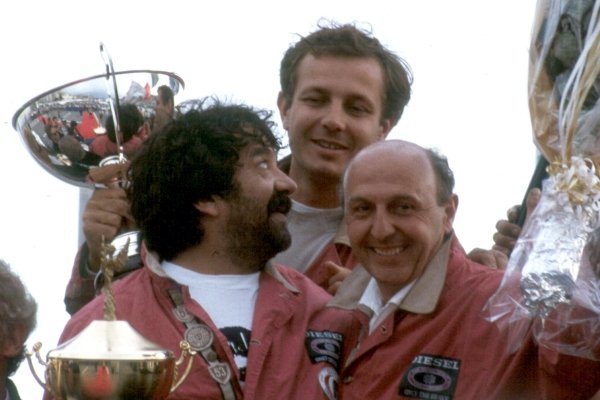
Stefano Casiraghi (in secondo piano con la coppa), marito di Carolina di Monaco, fu campione del mondo off-shore nel 1989, perì l'anno successivo sempre nel corso di una competizione off-shore

Dal 1964 si svolge il campionato mondiale di questa disciplina, attualmente dominato dagli sceicchi degli Emirati Arabi e del Qatar, negli anni 1980 e 1990 ha visto una nutrita partecipazione italiana, tra i piloti italiani vi fu anche la presenza dell'ex tennista Adriano Panatta.